# Bistum Solwezi
Das Bistum Solwezi (lateinisch Dioecesis Solveziensis, englisch Diocese of Solwezi) ist eine in Sambia gelegene römisch-katholische Diözese mit Sitz in Solwezi. 

## Geschichte
Papst Johannes XXIII. gründete die Apostolische Präfektur Solwezi mit der Apostolischen Konstitution  Quandoquidem haec am 9. April 1959 aus Gebietsabtretungen des Apostolischen Vikariates Ndola.
Am 9. Dezember 1976 wurde sie zum Bistum erhoben, das dem Erzbistum Lusaka als Suffragandiözese unterstellt wurde.
Mit der Errichtung der Kirchenprovinz Ndola am 18. Juni 2024 wurde das Bistum dem Erzbistum Ndola als Suffragan unterstellt.

## Ordinarien

### Apostolischer Präfekt von Solwezi
- Rupert Hillerich OFMConv (1959–1969, gestorben)

### Bischöfe von Solwezi
- Severinah Abdon Potani OFMConv  (9. Dezember 1976 – 26. Dezember 1993, gestorben)
- Noel Charles O’Regan SMA (10. Juli 1995 – 1. Oktober 2004, dann Bischof von Ndola)
- Alick Banda (30. Mai 2007 – 13. November 2009, dann Koadjutorbischof von Ndola)
- Charles Joseph Sampa Kasonde (seit dem 23. März 2010)